# Římskokatolická farnost Veselá u Kamenice nad Lipou
Římskokatolická farnost Veselá u Kamenice nad Lipou je územním společenstvím římských katolíků v rámci pelhřimovského vikariátu českobudějovické diecéze.

## O farnosti

### Historie
V roce 1359 je ve Veselé doložena plebánie. Ta později zanikla a Veselá byla přifařena k Horní Cerekvi. V roce 1787 byla ve vsi zřízena lokálie, ze které pak byla v roce 1857 vytvořena samostatná farnost. Fara byla postavena začátkem 19. století jako sídlo lokalisty a později faráře. Sídelního kněze měla farnost do roku 1974.

### Současnost
Farnost spravuje jako administrátor ex currendo řeckokatolický kněz (biritualista) a psychiatr Max Kašparů.
| Fotografie | Kostel                     | Místo   | Bohoslužba             | Bohoslužba             | Poznámka     |
| ---------- | -------------------------- | ------- | ---------------------- | ---------------------- | ------------ |
|            | Kaple                      | Benátky | neslouží se pravidelně | neslouží se pravidelně | obecní kaple |
|            | Kaple                      | Bělá    | neslouží se pravidelně | neslouží se pravidelně | obecní kaple |
|            | Kostel sv. Jakuba Staršího | Veselá  | neděle úterý           | 8.00 18.30             | farní kostel |